# Del mio meglio n. 3
Del mio meglio n. 3 è una raccolta della cantante italiana Mina, pubblicata nel marzo 1975 dalla PDU con distribuzione EMI Italiana.

## Descrizione
Continua la serie delle raccolte Mina...del mio meglio iniziata nel 1971, sempre con un buon successo di vendite. Infatti, come la precedente, raggiunge il 4º posto nella graduatoria settimanale degli album e alla fine del 1975 sarà il 12º disco per vendite (superando addirittura l'accoppiata ufficiale Mina®-Baby Gate, che però settimanalmente riesce ad arrivare anche al primo posto), stimate in oltre 600.000 pezzi.
Stampato dalla PDU su tutte le tipologie di supporto: Long playing (PLD 6026), Stereo8 (P8A 30626), musicassetta (PMA 626), CD 2001 (CDP 7462832) e 2010 (EMI 999 6412132), solo quest'ultima utilizza i remaster digitali del 2001.
Una versione identica su LP è stata pubblicata in Spagna dalla Odeon lo stesso anno e intitolata Lo mejor de Mina (Odeon J 062-96.909).
Come tutte le raccolte, è stata rimossa nel 2012 dalla discografia presente sul sito ufficiale della cantante. 
Le foto sono state scattate durante la realizzazione di quattro videoclip a colori, destinati al mercato estero e girati contemporaneamente alle registrazioni dello spettacolo televisivo Milleluci. Nei filmati Mina, in smoking, interpreta Runaway,  Et puis ça sert à quoi, Y que (E poi... tradotta nelle varie lingue) e Domingo a la noche (Domenica sera).
Due i brani inediti, entrambi lati del singolo Non gioco più/La scala buia, pubblicato l'anno prima.
Bird Dog e Mr. Blue sono cantati in inglese.

## Tracce
L'anno indicato è quello di pubblicazione dell'album d'appartenenza (di cui nasconde il link).
Lato A
1. E poi... – 4:47 (testo: Andrea Lo Vecchio – musica: Shel Shapiro; edizioni musicali PDU/Shesha) – 1973
2. La pioggia di marzo (Aguas de março) – 3:40 (testo: Giorgio Calabrese – musica: Antônio Carlos Jobim; edizioni musicali PDU/VDP) – 1973
3. Domenica sera – 3:20 (testo: Stefano Scandolara – musica: Corrado Castellari; edizioni musicali PDU/VDP) – 1973
4. Bird Dog – 2:26 (Boudleaux Bryant; edizioni musicali Acuff-Rose) – 1974
5. Distanze – 4:39 (testo: Luigi Albertelli – musica: Roberto Soffici; edizioni musicali PDU/Fono Film) – 1974
6. Amore mio – 3:40 (testo: Gina Basso – musica: Bruno Canfora; edizioni musicali PDU/Curci/Usignolo) – 1972

Lato B
1. Non gioco più – 2:53 (testo: Roberto Lerici – musica: Gianni Ferrio; edizioni musicali PDU/Curci) – Inedito su album
2. Fa' qualcosa – 3:58 (testo: Alberto Testa – musica: Walter Malgoni; edizioni musicali PDU/ItalCarisch) – 1973
3. Mr. Blue – 2:39 (DeWayne Blackwell; edizioni musicali Chappell) – 1974
4. La scala buia – 3:50 (testo: Riccardo Pazzaglia, Gianni Boncompagni – musica: Franco Bracardi, Gianni Boncompagni; edizioni musicali PDU/S.Z.) – Inedito su album
5. Mai prima – 4:00 (testo: Franca Evangelisti – musica: Fabio Massimo Cantini; edizioni musicali PDU/RCA) – 1974
6. Amanti di valore – 4:22 (testo: Franco Califano – musica: Carlo Pes; edizioni musicali PDU) – 1973

## Arrangiamenti e direzioni orchestrali
- Natale Massara: Amore mio
- Gianni Ferrio: Non gioco più
- Toto Torquati: Mai prima
- Pino Presti: E poi..., La pioggia di marzo, Domenica sera, Bird Dog, Distanze, Fa qualcosa, Mr. Blue, La scala buia, Amanti di vamore (quest'ultima con Carlo Pes)

Tecnico del suono Nuccio Rinaldis.